# Made in Germany – Live
Made in Germany – Live ist das vierte Livealbum der deutschen Sängerin Nena. Das Doppelalbum zur Tournee für das gleichnamige Studioalbum von 2009 wurde beim Konzert in der Berliner O2-Arena am 24. April 2010 mitgeschnitten. Es wurde am 17. September 2010 von Laugh & Peas veröffentlicht und erschien auch als Videomitschnitt auf DVD.

## Veröffentlichung und Charterfolg
Das Livealbum konnte sich im Gegensatz zu der Studioaufnahme in den deutschsprachigen Hitparaden lediglich in Österreich platzieren. Es erreichte dort Platz 64 und hielt sich eine Woche.

## Rezeption
Anne Nußbaum rezensierte das Album für laut.de und findet viel Altbekanntes: „Nichts Neues, nichts Spannendes, die Songs und Ansagen so einfallslos wie austauschbar.“ Nußbaum lobt jedoch die Produktion („klingt entsprechend weniger glattpoliert, gerät schrammeliger und deftiger“) und die „ordentliche Live-Band“.

## Besetzung
- Nena: Gesang
- Derek van Krogh: Keyboards
- Van Romaine: Schlagzeug
- Paul Di Leo: Bass, Hintergrundgesang
- John Andrews: Gitarre, Hintergrundgesang
- Arne Augustin: Keyboards, Hintergrundgesang
- Nader Rahy: Gitarre, Hintergrundgesang
- Saskias Kerner: Hintergrundgesang
- Larissa Katinas: Hintergrundgesang
- Virginia Nascimento: Hintergrundgesang
- Kathleen Vogel: Hintergrundgesang
- Andreas Binder: Akustikgitarre

## Titelliste

### CD 1
| #   | Titel                   | Länge |
| --- | ----------------------- | ----- |
| 1.  | Made In Germany         | 5:09  |
| 2.  | SchönSchönSchön         | 4:21  |
| 3.  | Nur geträumt            | 6:11  |
| 4.  | Lass Die Leinen Los     | 4:53  |
| 5.  | Wunder Gescheh'n        | 5:55  |
| 6.  | Geheimnis               | 3:09  |
| 7.  | Wir sind wahr           | 5:32  |
| 8.  | ? (Fragezeichen)        | 4:27  |
| 9.  | Tokyo                   | 3:16  |
| 10. | Liebe Ist               | 6:06  |
| 11. | Du Bist So Gut Für Mich | 5:51  |
| 12. | Willst du mit mir gehn  | 5:14  |
| 13. | Ich Bin Hyperaktiv      | 6:36  |

### CD 2
| #  | Titel                           | Länge |
| -- | ------------------------------- | ----- |
| 1. | Ganz Viel Zeit                  | 7:14  |
| 2. | 99 Luftballons                  | 4:23  |
| 3. | Leuchtturm/Haus der drei Sonnen | 7:03  |
| 4. | Schmerzen                       | 5:40  |
| 5. | In Meinem Leben                 | 7:27  |
| 6. | Nachts Wenn Es Warm Ist         | 5:50  |
| 7. | Irgendwie, irgendwo, irgendwann | 4:34  |
| 8. | Der Anfang                      | 10:54 |

### Bonus
Die Bonustitel wurden nicht bei dem Konzert am 24. April in Berlin mitgeschnitten. Die Titel Strangers und Ecstasy stammen aus einem Mitschnitt eines Konzertes in Huxleys Neue Welt in Berlin vom 23. November 2009. Liebe isch... entstammt einem Mitschnitt des Konzertes in der Stuttgarter Schleyerhalle vom 9. April 2010. Du hast dich entschieden und Heute hab ich die Sonne mit dem Mond verwechselt wurden in der Hamburger Color Line Arena am 22. April 2010 aufgenommen.
Mit Engel der Nacht ist zudem ein Titel enthalten, der nicht bei einem Konzert, sondern vor der Tournee am 22. November 2009 im Berliner Proberaum aufgenommen wurde.
| #  | Titel                                            | Länge |
| -- | ------------------------------------------------ | ----- |
| 1. | Strangers                                        | 2:57  |
| 2. | Ecstasy                                          | 3:09  |
| 3. | Engel Der Nacht                                  | 2:55  |
| 4. | Du Hast Dich Entschieden                         | 3:27  |
| 5. | Heute Hab Ich Die Sonne Mit Dem Mond Verwechselt | 3:30  |
| 6. | Liebe Isch...                                    | 3:53  |